# Abanto-Zierbena
Abanto-Zierbena (spanyolul: Abanto y Ciérvana) város Spanyolországban,  Bizkaia tartományban. Abanto-Zierbena Galdames, Muskiz, Ortuella, Zierbena és Santurtzi községekkel határos. Lakosainak száma 9409 fő (2024).

## Népesség
A település lakosságának változását az alábbi diagram mutatja:
| Lakosok száma | 9033 | 9315 | 9609 | 9647 | 9708 | 9688 | 9543 | 9444 | 9369 | 9409 |
|               | 2001 | 2004 | 2007 | 2009 | 2012 | 2014 | 2017 | 2019 | 2022 | 2024 |

## Híres személyek
- A város 'Gallarta' nevű részében született Dolores Ibárruri (1895–1989) baszk nemzetiségű spanyol kommunista újságíró, politikus, a Spanyol Kommunista Párt főtitkára